# Premio Hugo Boss
El premio Hugo Boss es un galardón otorgado cada dos años a un artista o grupo de artistas de reconocida trayectoria en el mundo de las artes visuales o cinematográficas, sea cual sea el medio o la superficie sobre la que trabaje y el país de origen. Desde su creación en 1996, se ha distinguido de otros premios de arte (como el premio Turner) porque no tiene restricción alguna de nacionalidad o edad de los premiados. El premio es administrado por la Fundación Solomon R. Guggenheim de Nueva York y está patrocinado por la compañía que le da nombre, Hugo Boss AG, que viene patrocinando exposiciones y actividades del Museo Guggenheim desde 1995. El galardonado obtiene un premio de $100.000 dólares en efectivo y un trofeo tetraédrico. El jurado está compuesto por cinco o seis críticos de arte, comisarios de arte o curators de prestigio.

## Ganadores
1996
La primera edición del premio fue otorgado a Matthew Barney, director de cine y escultor. Los otros candidatos fueron:
- Laurie Anderson (Estados Unidos)
- Janine Antoni (Estados Unidos)
- Cai Guo-Qiang (China)
- Stan Douglas (Canadá)
- Yasumasa Morimura (Japón)

1998
La 2.ª edición del premio fue para Douglas Gordon, artista de vídeo escocés. Los otros candidatos fueron:
- Huang Yong Ping (China/Francia)
- William Kentridge (Sudáfrica)
- Lee Bul (Corea del Sur)
- Pipilotti Rist (Suiza)
- Lorna Simpson (Estados Unidos)

2000
La 3.ª edición fue para Marjetica Potrč, un artista, arquitecto y teórico urbano esloveno. Los otros candidatos fueron:
- Vito Acconci (Estados Unidos)
- Maurizio Cattelan (Italia)
- Elmgreen & Dragset (Dinamarca/Noruega)
- Tom Friedman (Estados Unidos)
- Barry Le Va (Estados Unidos)
- Tunga (Brasil)

2002
La 4.ª edición fue para Pierre Huyghe, artista francés que trabaja en medios de comunicación múltiples. Los otros candidatos fueron:
- Francis Alÿs (México)
- Olafur Eliasson (Dinamarca)
- Hachiya Kazuhiko (Japón)
- Koo Jeong-Un (Corea del Sur)
- Anri Sala (Albania)

2004
La 5.ª edición del premio fue para Rirkrit Tiravanija, un artista tailandés nacido en Buenos Aires que trabaja en lugares tan diversos como Nueva York, Berlín o Bangkok. Los otros candidatos fueron:
- Franz Ackermann (Alemania)
- Rivane Neuenschwander (Brasil)
- Jeroen de Rijke y Willem de Rooij (Países Bajos)
- Simon Starling (Reino Unido)
- Yang Fudong (China)

2006
La 6.ª edición del premio fue para Tacita Dean, artista británico. Los otros candidatos fueron:
- Allora & Calzadilla (Estados Unidos/Puerto Rico)
- John Bock (Alemania)
- Damián Ortega (México)
- Aïda Ruilova (EE. UU.)
- Tino Sehgal (Alemania)

2008
La 7.ª edición fue para el artista palestino Emily Jacir. Los otros candidatos fueron:
- Christoph Büchel (Islandia)
- Patty Chang (Estados Unidos)
- Sam Durant (Estados Unidos)
- Joachim Koester (Dinamarca)
- Roman Signer (Suiza)

2010
La 8.ª edición del premio se otorgó al artista alemán Hans-Peter Feldmann. Los otros candidatos fueron:
- Cao Fei (China)
- Romano Ondák (Eslovaquia)
- Walid Raad (Estados Unidos/Líbano)
- Natascha Sadr Haghighian (Alemania/Irak)
- Apichatpong Weerasethakul (Tailandia)

2012
La 9.ª edición fue para el artista vietnamita Danh Vö. Los otros candidatos fueron:
- Trisha Donnelly (Estados Unidos)
- Rashid Johnson (Estados Unidos)
- Qiu Zhijie (China)
- Monika Sosnowska (Polonia)
- Tris Vonna-Michell (Gran Bretaña)

2014
La 10.ª edición del premio Hugo Boss se otorgó al artista estadounidense Paul Chan. Los otros artistas nominados fueron:
- Sheela Gowda (India)
- Camille Henrot (Francia)
- Hassan Khan (Egipto)
- Steve McQueen (Gran Bretaña)[5]
- Charline von Heyl (Alemania)

2016
La 11.ª edición del premio fue para la artista conceptual surcoreana Anicka Yi. Los otros candidatos fueron:
- Tania Bruguera (Cuba)
- Mark Leckey (Gran Bretaña)
- Ralph Limón (Estados Unidos)
- Laura Owens (Estados Unidos)
- Wael Shawky (Egipto)

2018
La 12.ª edición fue para Simone Leigh, artista multimedia estadounidense. Los otros candidatos fueron:
- Bouchra Khalili (Marruecos)
- Teresa Margolles (México)
- Emeka Ogboh (Nigeria)
- Frances Dura (Estados Unidos)
- Wu Tsang (Estados Unidos)[7][8]